# 문산역

문산역 역명판(임진강역 연장 개통 이전)

문산역(Munsan station, 文山驛)은 경기도 파주시 문산읍 문산리에 있는 경의선의 철도역이며 수도권 전철 경의·중앙선의 전철역이다. 수도권 전철 경의·중앙선의 모든 열차가 이 역에서 시종착하며, 2020년 3월 28일에는 임진강역 셔틀 전동열차가 추가됐다. 이 역 지나서 디지털미디어시티역, 서울역, 임진강역까지 지상 구간이다.

## 역사
- 1906년 4월 3일 : 경의선 부설 완공
- 1908년 4월 1일 : 정식으로 여객 영업 개시
- 1953년 7월 27일 : 경의선 종착역이 됨
- 1972년 12월 10일 : 철도중단점 표지판 설치
- 1976년 8월 3일 : 민수용 무연탄도착 취급역으로 지정[2]
- 1979년 12월 28일 : 철도중단점 표지판 판문각으로 이전
- 1984년 4월 24일 : 역사 신축 착공
- 1984년 10월 24일 : 역사 신축 준공
- 1997년 10월 1일 : 소화물 취급 중지[3]
- 1997년 11월 17일 : 소화물 취급 재개[4]
- 1998년 : 구 역사 소실
- 2000년 : 현 역사 준공
- 2000년 6월 1일 : 문산지구 수해방지공사로 인해 영업 일시 중지[5]와 함께 소화물 취급 업무 금촌역으로 이관[6]
- 2001년 2월 26일 : 문산지구 수해방지공사 완료로 영업 재개[7]
- 2006년 5월 1일 : 소화물 취급 중지
- 2007년 12월 11일 : 문산~봉동 간 화물열차 운행 개시
- 2008년 11월 25일 : 문산~봉동 간 화물열차 운행 중단
- 2009년 7월 1일 : 수도권 전철 경의선 (서울 ~ 문산) 구간 개통과 함께 전철역이 됨, 서울 기점 46.0 km에서 46.3 km로 변경[8]
- 2012년 12월 1일 : 화물 취급 중지[9]
- 2019년 10월 2일 : 평화열차 운행 중지[10]
- 2020년 3월 28일 : ● 수도권 전철 경의·중앙선 문산역 ~ 임진강역 셔틀 전동열차 개통
- 2022년 5월 17일 : 2014년 문산읍 한자 표기 변경에 따른 역 한자 표기 변경 (汶山→文山)[11]

## 역 구조
3면 6선의 쌍상대식 승강장을 갖추고 있으며, 2면 4선 상대식 승강장이 수도권 전철 경의·중앙선, 나머지 1면 2선 섬식 승강장은 평화열차 승강장이다. 다만, 평화열차용 승강장은 운행 시간 이외에는 셔터로 닫아 놓는다. 전철 승강장에 스크린도어가 설치되어 있다.

### 승강장
| ↑ 파주                     |
| \| １２ \| ３４ \| ５６ \| |
| 운천 ↓                     |

| 1·2 | ● 수도권 전철 경의·중앙선 | 대곡 · 서울역 · 용산 · 청량리 · 덕소 · 용문 · 지평 방면 · 당역종착 |
| 3·4 | ● 수도권 전철 경의·중앙선 | 운천 · 임진강 방면 · 당역종착                                      |
| 5·6 |                           | 사용하지 않음                                                      |

## 역 주변
- 선유리
- 문산우체국
- 문산읍 행정복지센터
- 파주소방서
- 임진초등학교
- 문산차량사업소
- 한진1차아파트

## 사진

평화열차 역명판
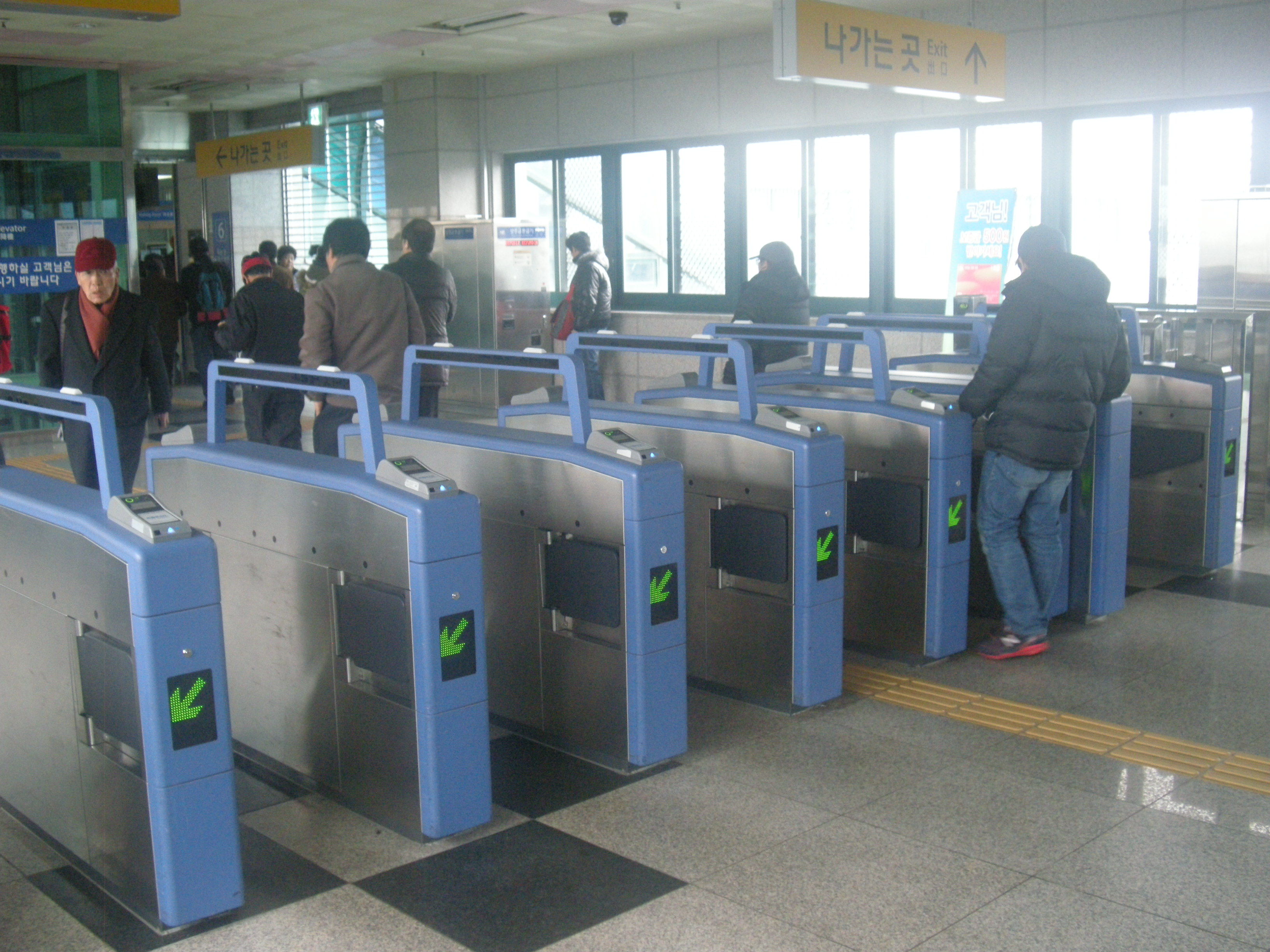
전철 개찰구

## 이용객 변동
2009년 자료는 개통일인 2009년 7월 1일부터 12월 31일까지인 184일치만이 반영된 것이다.
| 노선        | 노선 | 일평균 인원수 (명/일) | 일평균 인원수 (명/일) | 일평균 인원수 (명/일) | 일평균 인원수 (명/일) | 일평균 인원수 (명/일) | 일평균 인원수 (명/일) | 일평균 인원수 (명/일) | 일평균 인원수 (명/일) | 일평균 인원수 (명/일) | 일평균 인원수 (명/일) | 각주   |
| 노선        | 노선 | 2009년                | 2010년                | 2011년                | 2012년                | 2013년                | 2014년                | 2015년                | 2016년                | 2017년                | 2018년                | 각주   |
| ----------- | ---- | --------------------- | --------------------- | --------------------- | --------------------- | --------------------- | --------------------- | --------------------- | --------------------- | --------------------- | --------------------- | ------ |
| 경의·중앙선 | 승차 | 3,552                 | 4,221                 | 5,133                 | 5,444                 | 6,053                 | 6,219                 | 6,379                 | 6,448                 | 6,517                 | 6,329                 | [ 12 ] |
| 경의·중앙선 | 하차 | 3,586                 | 4,220                 | 5,112                 | 5,396                 | 6,033                 | 6,174                 | 6,348                 | 6,374                 | 6,432                 | 6,278                 | [ 12 ] |
| 경의·중앙선 |      | 2019년                | 2020년                | 2021년                | 2022년                | 2023년                |                       |                       |                       |                       |                       | [ 12 ] |
| 경의·중앙선 | 승차 | 6,267                 | 4,356                 | 4,405                 | 5,004                 | 5,289                 |                       |                       |                       |                       |                       | [ 12 ] |
| 경의·중앙선 | 하차 | 6,194                 | 4,337                 | 4,391                 | 4,974                 | 5,230                 |                       |                       |                       |                       |                       | [ 12 ] |

## 인접한 역
| 경의선                | 경의선                                                                | 경의선                                  |
| --------------------- | --------------------------------------------------------------------- | --------------------------------------- |
| 시·종착역             | ● 수도권 전철 경의·중앙선 본선 완행 중앙선 급행 (출발 전용) 지선 완행 | K334 파주 지평 방면 용문 방면 서울 방면 |
| 시·종착역             | ● 수도권 전철 경의·중앙선 경의선 본선 급행 경의선 지선 급행           | K331 금촌 용문 방면 서울 방면           |
| K336 운천 임진강 방면 | ● 수도권 전철 경의·중앙선 문산-임진강 셔틀열차                        | 시·종착역                               |